# Bload Bowl
Bload Bowl je momčadski šport polinezijskih korijena. 
Ovaj šport je svojevrsna mješavina momčadskih športova; nazivlje i tehnike dolaze uglavnom iz oviju triju športova: vaterpola, košarke i američkog nogometa.

## Vanjske poveznice
- Službene stranice o ovom športu  Arhivirana inačica izvorne stranice od 28. prosinca 2006. (Wayback Machine).